# Veysonnaz
Veysonnaz és un municipi de Suïssa situat al cantó del Valais i el districte de Sion.